# Franciszek Dmochowski (inżynier)
Franciszek Salezy Dmochowski herbu Pobóg (ur. 10 września 1881 w majątku Jakuń, zm. 14 grudnia 1934 w Warszawie) – komandor podporucznik rezerwy Marynarki Wojennej II RP, inżynier, dyrektor Zakładów Amunicyjnych „Pocisk”.

## Życiorys
Urodził się w rodzinnym majątku Jakuń w powiecie oszmiańskim, jako syn Jana Mariana Dmochowskiego i Marii Wagner (córki Olgierda Wagnera, jednego z zarządców majątku w Solecznikach). Został ochrzczony 3 stycznia 1882 roku w kościele w Sobotnikach. Jego rodzicami chrzestnymi byli stryj, Franciszek Dmochowski, a także babcia ze strony matki, Henryka Wagner. 
Ukończył szkołę inżynierów morskich i akademię morską w Imperium Rosyjskim, gdzie rozpoczął również służbę w marynarce wojennej (m.in. w Kronsztadzie i Mikołajowie). W roczniku oficerskim z 1923 roku widnieje w III korpusie technicznym jako komandor podporucznik rezerwy ze starszeństwem z dniem 1 czerwca 1919 r. Kapitanem rezerwy w tym samym korpusie był również młodszy brat Franciszka, Henryk Dmochowski. 
W dwudziestoleciu międzywojennym był dyrektorem Zakładów Amunicyjnych „Pocisk”, które w 1932 roku przekształcono w Wojskowe Zakłady Pirotechniczne. Zmarł "po długich cierpieniach" 14 grudnia 1934 roku w Warszawie. Został pochowany na cmentarzu prawosławnym na Woli (kwatera 9-3-17). Najprawdopodobniej omyłkowo widnieje w warszawskiej książce telefonicznej z lat 1935/36. Wynika z niej, iż mieszkał przy ulicy Mokotowskiej 20.

## Rodzina
Jego przodkami byli rotmistrz i komisarz porządkowy powiatu oszmiańskiego Szymon Dmochowski (od 24 stycznia 1746 roku właściciel majątku Teniukowszczyzna, również w powiecie oszmiańskim), a także wspomniany w Panu Tadeuszu Samuel Wołk-Łaniewski. Wnuczka Wołka-Łaniewskiego, Kazimiera, wzięła w 1840 roku ślub z Bolesławem Feliksem Dmochowskim (dziadem Franciszka), wnosząc w posagu Jakuń. Krewnym Dmochowskiego ze strony Łaniewskich był również Hipolit Korwin-Milewski. W swoich wspomnieniach Korwin-Milewski opisał zakup majątku przez Wołka-Łaniewskiego: „Był na sprzedaż majątek Jakuń w sąsiednim oszmiańskim powiecie […] Przy pomocy teścia kupił go, zainstalował żonę i włóczył się między Jakunią i Wilnem, gdzie konsystował przy Hetmanie Kossakowskim”. Brat Franciszka, Józef Dmochowski, był zarządcą majątku Jakuń aż do wybuchu drugiej wojny światowej. Młodszym bratem Franciszka był porucznik rezerwy, Marian Montwid-Dmochowski, który w dwudziestoleciu międzywojennym sprawował między innymi funkcję sędziego pokoju IV okręgu powiatu dziśnieńskiego.
Spokrewniony z Dmochowskim był Wincenty Dmochowski, malarz, również wywodzący się ze szlachty oszmiańskiej.
Dalekim krewnym Dmochowskiego był także porucznik Marian Walicki, ofiara szarży pod Wólką Węglową we wrześniu 1939 roku. Praprababką Walickiego była Jadwiga Dmochowska, córka Szymona. Jeden z jej synów, Adolf Józef Walicki, był świadkiem na ślubie dziada Franciszka, Bolesława Feliksa Dmochowskiego. Ceremonia ta miała miejsce 24 stycznia 1840 roku w kościele w Dudach, niedaleko Iwja.